# KS Iliria
Klubi Sportiv Iliria Fushë-Krujë là một câu lạc bộ bóng đá Albania thành lập năm 1991 và đến từ một thị trấn nhỏ của Fushë-Krujë. Câu lạc bộ thi đấu trên sân nhà ở Sân vận động Redi Maloku và hiện tại đang đá ở Giải bóng đá hạng nhất quốc gia Albania, cấp độ 2 của bóng đá Albania.

## Đội hình hiện tại
Tính đến 13 tháng 11 năm 2015
Ghi chú: Quốc kỳ chỉ đội tuyển quốc gia được xác định rõ trong điều lệ tư cách FIFA. Các cầu thủ có thể giữ hơn một quốc tịch ngoài FIFA.
| Số | VT | Quốc gia | Cầu thủ       |
| -- | -- | -------- | ------------- |
| 1  | TM | Albania  | Redion Baku   |
| 2  | HV | Albania  | Adnad Balliu  |
| 3  | HV | Albania  | Ermal Vathi   |
| 4  | HV | Albania  | Hamit Voga    |
| 5  | HV | Albania  | Klodian Baku  |
| 7  | TV | Albania  | Taulant Lama  |
| 8  | TV | Albania  | Mehmet Mamica |
| 9  | TĐ | Albania  | Anton Lleshi  |
| 10 | TĐ | Albania  | Sokol Selaci  |

| Số | VT | Quốc gia | Cầu thủ                 |
| -- | -- | -------- | ----------------------- |
| 12 | TM | Albania  | Elidon Selaci           |
| 14 | HV | Albania  | Sokol Tali              |
| 16 | TV | Albania  | Flogers Sala            |
| 17 | TV | Albania  | Skënder Lilaj           |
| 18 | HV | Albania  | Pëllumb Zela            |
| 20 | HV | Albania  | Ledio Doci (đội trưởng) |
| 21 | TĐ | Albania  | Salvador Gjonaj         |
| 22 | TĐ | Albania  | Rigers Hoxha            |